# AronChupa
Арон Микель Экберг (швед. Aron Michael Ekberg; род. 30 марта 1991, Бурос, Швеция), известный под сценическим псевдонимом AronChupa — шведский музыкант, диджей, музыкальный продюсер, футболист, владелец собственной звукозаписывающей компании Aron Ekberg, а также участник шведской хип-хоп группы Albatraoz, основанной в 2012 году.
Стал известен в 2014 году благодаря своей композиции «I’m an Albatraoz», которая возглавила шведский и датский хит-парады, а также вошла во многих европейских странах в топ-10 национальных чартов.

## Карьера
Арон начал свою карьеру как футболист в шведском футбольном клубе «Битторпс» (швед. Byttorps IF), который играет в шведском четвёртом дивизионе. В этом клубе он встретил и подружился с Монсом Харвидсоном, Никласом «Саво» Саволайненом, Андреасом
«ЭндиБарМаскинен» Рейнхолдссоном и Расмусом «Салле» Сальбергом. В 2012 они основали элетро-хип-хоп группу Albatraoz и подписали контракт с компанией Sony Music Sweden. 2 августа 2013 вышел в свет их дебютный сингл с одноимённым названием «Albatraoz». Песня достигла тридцать шестого места в шведском хит-параде и оставалась в чарте на протяжении девятнадцати недель. Композиция «Albatraoz» получила золото в Швеции.

В январе 2014 песня достигла 8,5 миллионов воспроизведений на Spotify и группа поехала в тур для популяризации песни. 18 апреля 2014 группа выпустила свой второй сингл «Arriba», но песня не попала в чарты.

8 августа 2014 он выпустил свой дебютный сингл «I’m an Albatraoz», в котором поёт его сестра Нора Экберг (Nora Ekberg, род. 1996 - псевдоним Little Sis Nora). Изначально, песня была в стиле хип-хоп, но затем была выбрана вторая, электронная версия. Песня заняла первое место в шведском и датском чартах и вошла в десятку в Германии, Австрии, Норвегии, Финляндии, Австралии и Голландии.